# Льюис, Айда
Айдауолли Зорадия Льюис (англ. Idawalley Zoradia Lewis), известная как Айда (Ида) Льюис (Ida Lewis; 25 февраля 1842, Ньюпорт — 24 октября 1911), — американская смотрительница маяка. Прославилась тем, что, будучи прекрасной пловчихой и гребцом, спасла за время работы на маяке около 20 утопающих. При жизни получила широкую известность как «храбрейшая женщина Америки»; лично встречалась с президентом Улиссом Грантом; неоднократно награждалась медалями за спасение. В 1924 году маяк, на котором она работала, был переименован в её честь.

## Биография

### Ранние годы

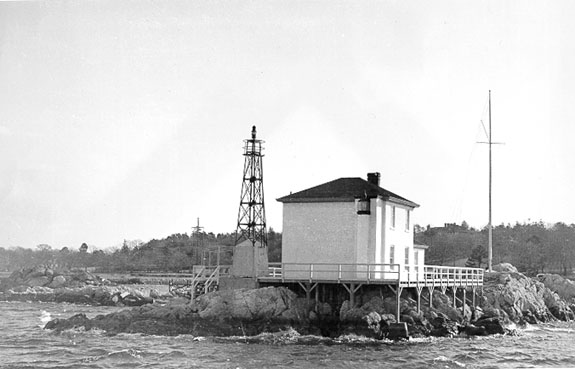
Маяк Лайм-Рок и дом смотрителя

Айдауолли Зорадия Льюис родилась в 1842 году в семье Осии Льюиса (Hosea Lewis, 1804—1872) и его второй жены Айдауолли Зорадии, урождённой Вилли (Idawalley Zoradia Willey, ум. 1879). В 1854 году Осия Льюис, ранее работавший в Службе таможенных судов (англ. Revenue Cutter Service), был назначен смотрителем маяка на островке Лайм-Рок близ побережья Ньюпорта, а в 1857 году перевёз туда семью. Однако через четыре месяца после переезда с ним случился инсульт, и обязанности смотрителя стали выполнять его жена и юная Айда. Им, в частности, приходилось дважды в день, на рассвете и в полночь, заливать масло в лампу; кроме того, они должны были своевременно обрезать сгоревшую часть фитиля и стирать с рефлекторов копоть, а также вести записи в журнале. К этому добавлялись уход за отцом и больной сестрой Айды.
С детских лет Айда прекрасно плавала и умела управлять лодкой, что для девочки в то время было весьма необычно. Более того: утверждалось, что и то, и другое она делает лучше любого мужчины в Ньюпорте, хотя по своему телосложению Айда была невысокой и худой (даже во взрослом возрасте она весила всего 47 кг). Умение грести ей было необходимо, в частности, для того, чтобы ежедневно отвозить братьев и сестёр с острова в школу и забирать обратно, а также привозить из города продукты. В возрасте 16 лет она совершила свой первый подвиг: в одиночку, без посторонней помощи, спасла четверых тонущих мальчиков, чья лодка перевернулась. Однако огласки этот эпизод в то время не получил, и известно о нём стало лишь намного позже.

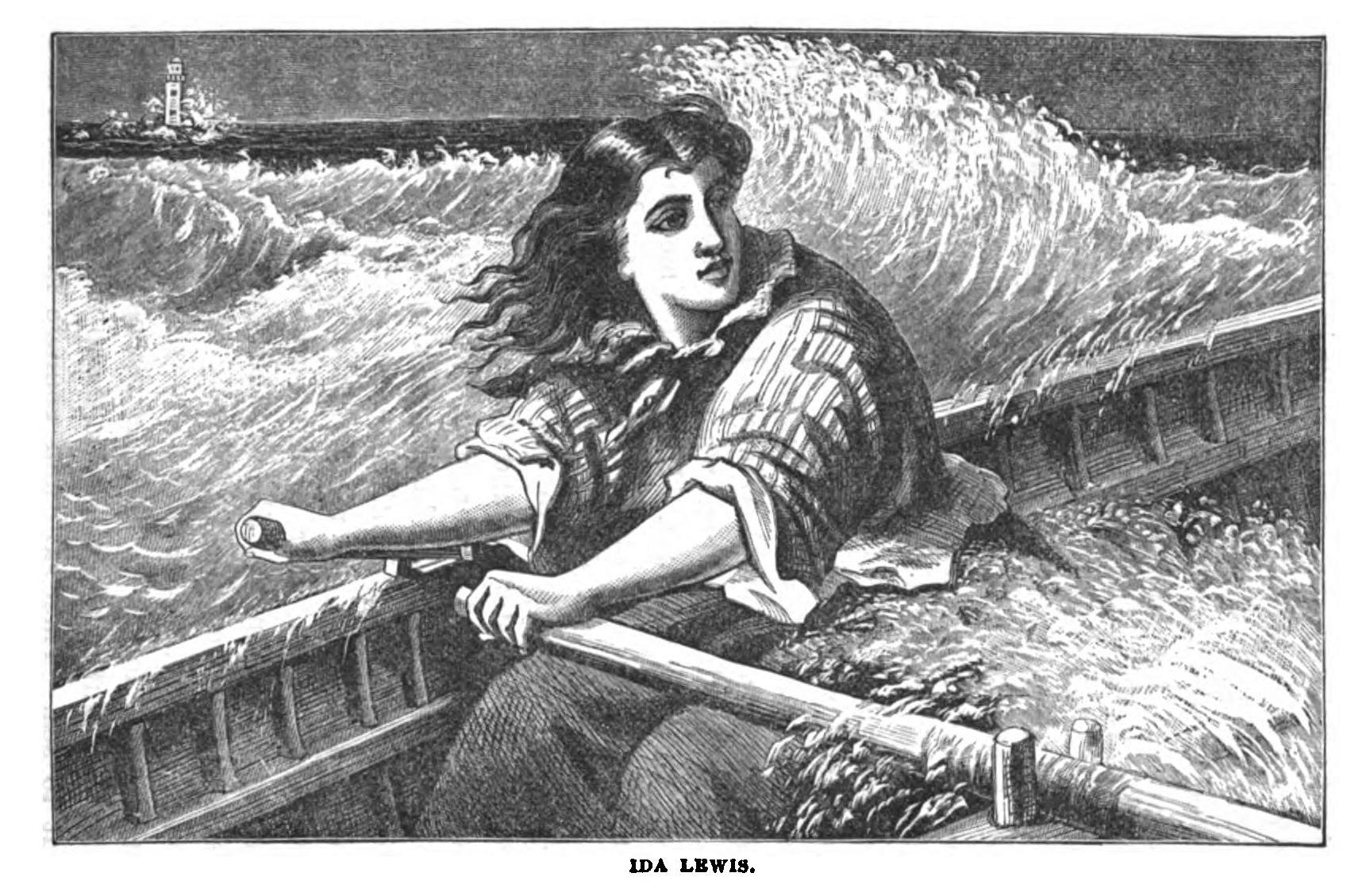
Айда Льюис. Гравюра 1876 года

Следующий свой подвиг Айда совершила в феврале 1866 года. Трое пьяных солдат, возвращаясь на ньюпортскую военную базу Форт-Адамс, взяли ялик, принадлежавший брату Айды, чтобы переправиться на нём. Один из них проломил ногой дно ялика, и тот начал тонуть. Двое солдат спаслись самостоятельно, но третий застрял в пробоине и лишь с помощью Айды смог выбраться на берег.
В следующем, 1867 году, Айда пришла на помощь фермерам, пытавшимся спасти породистую призовую овцу местного богача, которая свалилась с пристани в море. Погода была неспокойная, фермеры были неопытными гребцами, и их лодка перевернулась. Айда помогла им выбраться на берег, а затем, по их просьбе, спасла и овцу.

### После обретения известности
Внимание широкой общественности Айда впервые привлекла в 1869 году. 29 марта двое нетрезвых солдат украли лодку и наняли местного четырнадцатилетнего мальчика, чтобы тот перевёз их в Форт-Адамс. Вскоре сильный ветер опрокинул лодку; мальчик утонул сразу, а солдат спасла Айда, несмотря на то, что была в тот момент больна. Благодаря своему опыту она сумела противостоять непогоде и доставила обоих солдат (один был без сознания) на маяк, где оказала им необходимую помощь.
О подвиге Айды написали вначале местные газеты, а затем и крупнейшие издания, включая New York Tribune, Harper’s Weekly и Leslie’s magazine; стали появляться картины, гравюры и сувениры с её изображением. Айду называли «американской Грейс Дарлинг». Волонтёрская спасательная ассоциация Нью-Йорка (Life Saving Benevolent Association of New York) наградила её серебряной медалью и чеком на $100. В День независимости в Ньюпорте состоялся парад в её честь; кроме того, Айде подарили лодку из красного дерева с бархатными подушками и позолоченными уключинами, приобретённую на пожертвования жителей города.

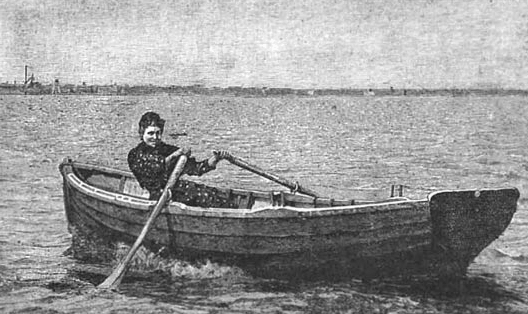
Фотография 1890 года

Подвиг Айды Льюис произвёл большое впечатление на президента США Улисса Гранта и вице-президента Колфакса Шайлера, которые в 1869 году лично встретились с ней (Шайлер приезжал к ней на маяк; относительно места встречи с Грантом существуют разные версии). Множество людей, восхищавшихся Айдой, приезжали на остров Лайм-Рок, чтобы увидеть её. Отец Айды, прикованный к инвалидному креслу, развлекался тем, что подсчитывал посетителей: иногда их количество достигало сотни в день, а за лето он насчитал 9000. Айда рассказывала репортёрам, что в один из дней ей пришлось совершить более 600 рукопожатий. Несмотря на столь широкое признание, находились и те, кто полагал, что женщине не подобает плавать и управлять лодкой и что это крайне «неженственно» (unfeminine). На это Айда отвечала, что считать спасение жизней «неженственным» могут только ослы. Айда также получала многочисленные письма, подарки и даже предложения руки и сердца. В 1870 (по другим источникам — в 1871) году она действительно вышла замуж, за капитана Уильяма Уилсона, но два года спустя развелась с ним. Детей у неё не было.
В 1872 году Осия Льюис умер, и должность смотрительницы маяка перешла к матери Айды, которая занимала её вплоть до своей смерти в 1879 году, хотя большую часть фактической работы выполняла дочь. 21 января 1879 года Береговая охрана США назначила Айду Льюис смотрительницей маяка Лайм-Рок, с жалованьем $750 в год, что делало её самым высокооплачиваемым представителем профессии в США. На этой должности Айда оставалась до самой смерти, практически не покидая маяк, несмотря на свой статус знаменитости.
Очередной прославивший её подвиг Айда Льюис совершила в феврале 1881 года. Двое солдат попытались перейти в Форт-Адамс по льду и провалились в ледяную воду. Айда услышала их крики и бросилась на помощь с верёвкой. Стоя на кромке льда, она бросила солдатам верёвку, но они, одновременно вцепившись в неё, стянули в ледяную воду саму Айду. Тем не менее она сумела выбраться обратно на берег и вытащить одного из мужчин; спасти второго ей помог подоспевший младший брат. За свой подвиг Айда была награждена Золотой медалью за спасение жизни (Gold Lifesaving Medal).
В последний раз Айда Льюис спасла человеческую жизнь, когда ей было 63 года. Её близкая подруга, гребя на лодке по направлению к маяку, встала во весь рост, потеряла равновесие и упала за борт. Айда, спустив на воду спасательную шлюпку, бросилась ей на помощь и вытащила женщину. В следующем году Айде была назначена пожизненная пенсия ($30 в месяц) от Фонда героев Карнеги (Carnegie Hero Fund).

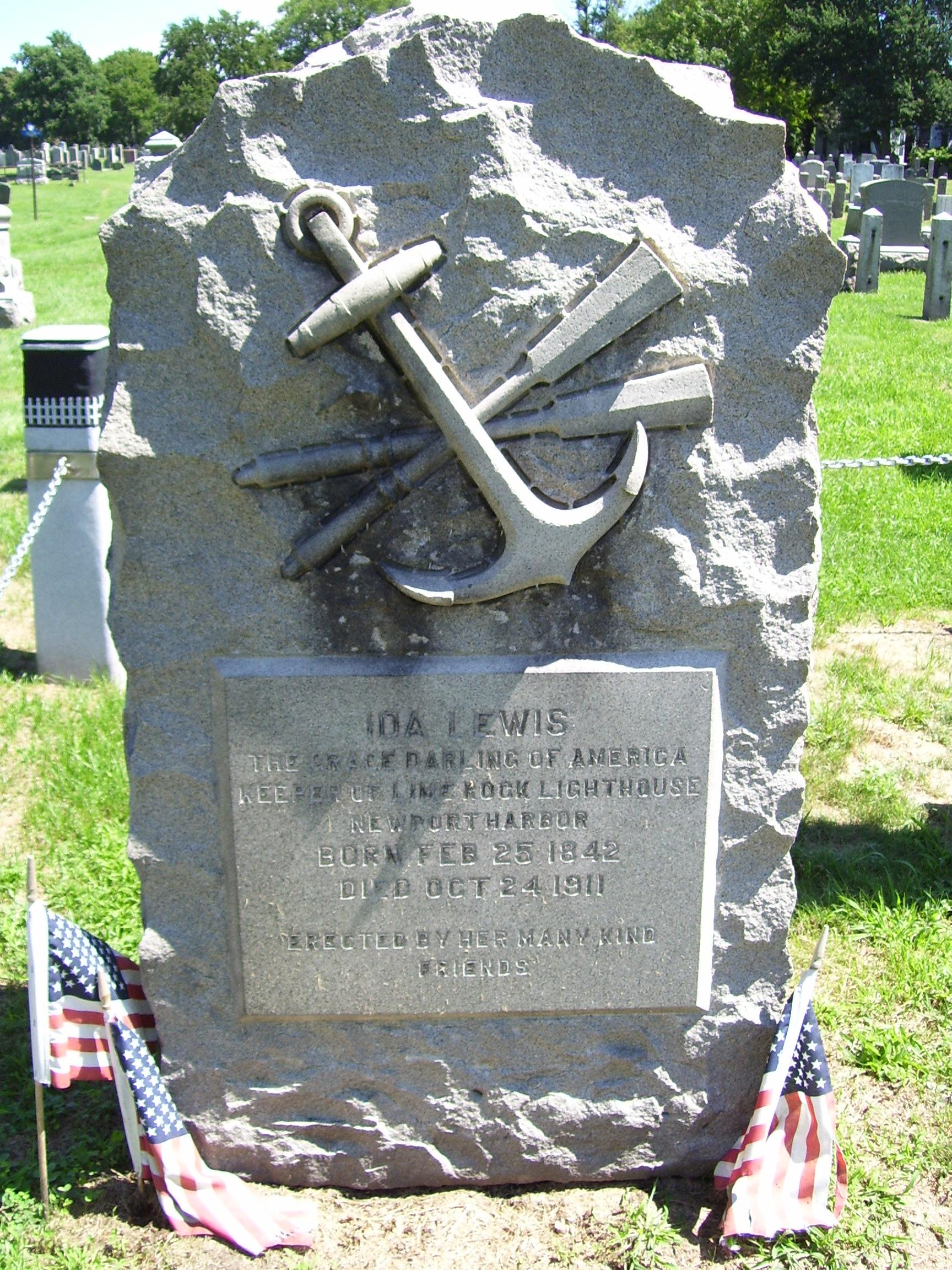
Могила Айды Льюис в Ньюпорте

В общей сложности Айда Льюис провела на маяке 54 года и за это время спасла от 18 (достоверно задокументированное количество) до 25 жизней. В 1907 году она стала первой женщиной — членом Американского общества почётного креста (Society of the American Cross of Honor) и была провозглашена «храбрейшей женщиной Америки».
В последние годы своей жизни Айда тяжело принимала постепенную модернизацию маячного дела. В частности, ей пришлось столкнуться с новыми бюрократическими требованиями по ведению отчётности; из-за того, что она плохо справлялась с заполнением обязательных форм, Совет маяков прислал ей письмо с порицанием, что она восприняла крайне болезненно. Кроме того, шёл процесс автоматизации маяков, и Айда, чьи заслуги к тому времени были почти забыты, боялась лишиться своей работы.
Айда Льюис умерла 24 октября 1911 года от инсульта. Она была похоронена в Ньюпорте; на похороны пришло около 1500 человек. В день её смерти на всех судах в ньюпортской гавани звонили в корабельные рынды, а флаги в городе были приспущены. В надгробной речи местный пастор сказал, что Айда Льюис «достигла бессмертия» и стала «гражданином мира», потому что «не давала свету погаснуть и не боялась выполнять свой опасный долг».

## Признание и память

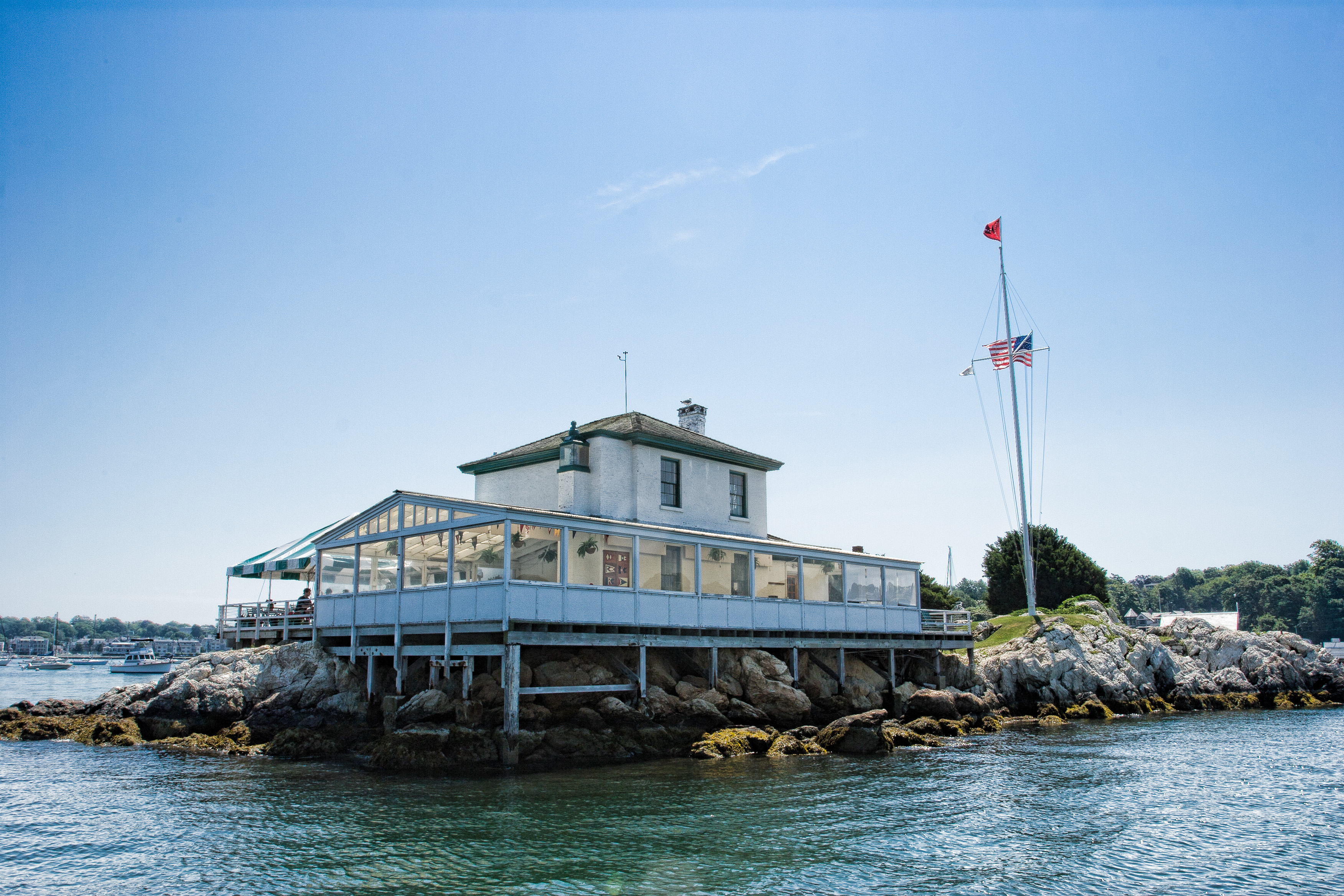
Маяк Айды Льюис. Фотография 2007 года

Ещё при жизни Айде Льюис посвящались музыкальные произведения, в том числе «Вальс Айды Льюис» (Ida Lewis Waltz) и «Мазурка Айды Льюис» (Ida Lewis Mazurka).
В 1924 году маяк Лайм-Рок, на котором служила Айда, был официально переименован в её честь и стал называться маяком Айды Льюис — единственный случай, когда маяку было присвоено имя смотрителя. В настоящее время в нём размещается яхт-клуб, также носящий имя Айды Льюис.
В 1997 году, по инициативе Маячной службы США, 14 лоцмейстерских судов были названы в честь смотрителей маяков. Первым из их числа стало лоцмейстерское судно «Айда Льюис» (USCGC Ida Lewis).
В 2017 году, в честь 175-летия со дня рождения Айды Льюис, Google посвятил ей один из своих дудлов.
В 2018 году одна из аллей Арлингтонского национального кладбища близ Вашингтона получила имя Айды Льюис. Среди более 40 аллей кладбища эта — единственная, названная в честь женщины.
В «Энциклопедии маяков» Рэя Джонса (2013) Айда Льюис характеризуется как «вероятно, самый известный смотритель маяка всех времён» (likely the most famous lighthouse keeper of all time).

## Комментарии
1. ↑  Встречается также ошибочное написание «Зорада» вместо «Зорадия»[4][5].
2. ↑  В некоторых источниках утверждается, что подвиг Айды имел место в 1854 году, когда ей было всего 12 лет, и что спасла она взрослых мужчин[12].